# فرودگاه یونگ‌فولا
فرودگاه یونگ‌فولا  (به انگلیسی: Yongphulla Airport)  یک فرودگاه همگانی   است که یک باند فرود آسفالت دارد و طول باند آن ۱۲۶۶ متر است. این فرودگاه در  کشور بوتان قرار دارد و در ارتفاع ۲۷۴۳ متری از سطح دریا واقع شده است.